# 柵健代神社
柵健代神社（しがらみたてしろじんじゃ）は、長野県長野市戸隠祖山870にある神社。

## 概要
安和2年（969年）に平維茂が釜石山の紅葉を討伐する際に、休息の地に勧進したのが始まりとされる。あるいは、当地にあった古宮に維茂が建御名方命（諏訪大明神）を合祀したのが始まりともされる。文政4年（1821年）2月までは「諏訪社」を称していたが、吉田家に社号変更の許可を経て現在の社名となった。